# Tir als Jocs Olímpics d'estiu de 1906
Als Jocs Olímpics d'Estiu de 1906 a Atenes es disputaren setze proves de tir olímpic. Actualment anomenats Jocs Intercalats, avui dia no són considerats oficials pel Comitè Olímpic Internacional.

## Resum de medalles
| Prova                                    | Or | Argent                                                                                   | Bronze                                                                                    |
| Pistola ràpida 25 m                      | Maurice Lecoq                                                                                         | Léon Moreaux                                                                             | Arisitidis Rangavis                                                                       |
| Pistola 50 m                             | Georgios Orphanidis                                                                                   | Jean Fouconnier                                                                          | Aristidis Rangavis                                                                        |
| Pistola de duel 20 m                     | Léon Moreaux                                                                                          | Cesare Liverziani                                                                        | Maurice Lecoq                                                                             |
| Pistola de duel 30 m                     | Konstantinos Skarlatos                                                                                | Johan Hübner von Holst                                                                   | Vilhelm Carlberg                                                                          |
| Rifle, 3 positions                       | Gudbrand Skatteboe                                                                                    | Konrad Stäheli                                                                           | Jean Reich                                                                                |
| Rifle, bocaterrosa                       | Gudbrand Skatteboe                                                                                    | Louis Richardet                                                                          | Konrad Stäheli                                                                            |
| Rifle, de genolls                        | Konrad Stäheli                                                                                        | Louis Richardet                                                                          | Marcel Meyer de Stadelhofen                                                               |
| Rifle, dempeus                           | Gudbrand Skatteboe                                                                                    | Julius Braathe                                                                           | Albert Helgerud                                                                           |
| Rifle, posició lliure                    | Marcel Meyer de Stadelhofen                                                                           | Konrad Stäheli                                                                           | Léon Moreaux                                                                              |
| Rifle per equips                         | Suïssa · Marcel Meyer de Stadelhofen · Alfred Grütter · Jean Reich · Louis Richardet · Konrad Stäheli | Noruega · Gudbrand Skatteboe · Julius Braathe · Albert Helgerud · John Moller · Ole Holm | França · Leon Moreaux · Maurice Lecoq · Jean Fouconnier · Raoul de Boigne · Maurice Fauré |
| Pistola d'exercit 25 m (model estàndard) | Louis Richardet                                                                                       | Alexandros Theofilakis                                                                   | Georgios Skotadis                                                                         |
| Pistola d'exercit 25 m (model de 1873)   | Jean Fouconnier                                                                                       | Raoul de Boigne                                                                          | Hermann Martin                                                                            |
| Rifle d'exercit 200 m                    | Léon Moreaux                                                                                          | Louis Richardet                                                                          | Jean Reich                                                                                |
| Rifle d'exercit 300 m                    | Louis Richardet                                                                                       | Jean Reich                                                                               | Raoul de Boigne                                                                           |
| Trap, tret senzill                       | Gerald Merlin                                                                                         | Ioannis Peridis                                                                          | Sidney Merlin                                                                             |
| Trap, doble tret                         | Sidney Merlin                                                                                         | Anastasios Metaxàs                                                                       | Gerald Merlin                                                                             |

## Medaller
| Posició | País       | Or | Plata | Bronze | Total |
| 1       | Suïssa     | 5  | 6     | 4      | 15    |
| 2       | França     | 4  | 3     | 5      | 12    |
| 3       | Noruega    | 3  | 2     | 1      | 6     |
| 4       | Grècia     | 2  | 3     | 3      | 8     |
| 5       | Regne Unit | 2  | 0     | 2      | 4     |
| 6       | Suècia     | 0  | 1     | 1      | 2     |
| 7       | Itàlia     | 0  | 1     | 0      | 1     |